# Южный (остров, Встречные)
Ю́жный — остров архипелага Северная Земля. Административно относится к Таймырскому Долгано-Ненецкому району Красноярского края.

## Расположение
Входит в состав островов Встречных, являясь самым южным из них, откуда и название. Расположен в море Лаптевых в восточной части архипелага в северо-восточной части залива Ахматова на расстоянии около 1,5 километра от побережья острова Большевик, от которого отделён на востоке проливом Незаметным. К северу от Южного находятся острова: Лишний — в 2,2 километрах, Северный — в 300 метрах и небольшой безымянный остров — в 450 метрах; к югу — острова Острый — в 700 метрах и Низкий — в 500 метрах.

## Описание
Крупнейший остров группы. Имеет вытянутую с юга на север форму, широкую в северной части и узкую в южной, длиной около 4,1 километра и шириной до 1,4 километра. Берега неровные, пологие. Бо́льшую часть острова занимают две скалы высотой до 23 метров.

## Топографические карты
- Лист карты T-48-VII,VIII,IX залив Ахматова. Масштаб: 1 : 200 000. Состояние местности на 1982 год. Издание 1988 г.